# Săcel (Harghita)
Săcel (in ungherese Székelyandrásfalva) è un comune della Romania di 1 347 abitanti, ubicato nel distretto di Harghita, nella regione storica della Transilvania.
Il comune è formato dall'unione di 5 villaggi: Săcel, Șoimușu Mare, Șoimușu Mic, Uilac, Vidăcut.
La maggioranza della popolazione (oltre il 65%) è di etnia Székely.